# Saturn S-Series
La S-Series  è un'autovettura compact prodotta dalla Saturn Corporation dal 1991 al 2002. È stato il primo modello commercializzato dalla casa automobilistica statunitense. La S-Series si basa sul pianale Z della General Motors; questa piattaforma è tipica della Saturn, e condivide molto poco con gli altri pianali del gruppo. La vettura è stata prodotta negli stabilimenti General Motors di Spring Hill, nel Tennessee, in tre generazioni. Il modello ha debuttato con la versione berlina (chiamata "SL") nel 1991, a cui sono seguite, l'anno successivo, la coupé ("SC") e la familiare ("SW"). La S-Series è a trazione anteriore e motore all'avantreno trasversale.
La vettura è stata esportata a Taiwan, in Giappone e in Canada; la seconda serie del modello è stata venduta in Giappone con il nome di Toyota Netz. La S-Series è stata sostituita nel 2003 dalla Saturn Ion. 

## La prima serie: 1991–1996

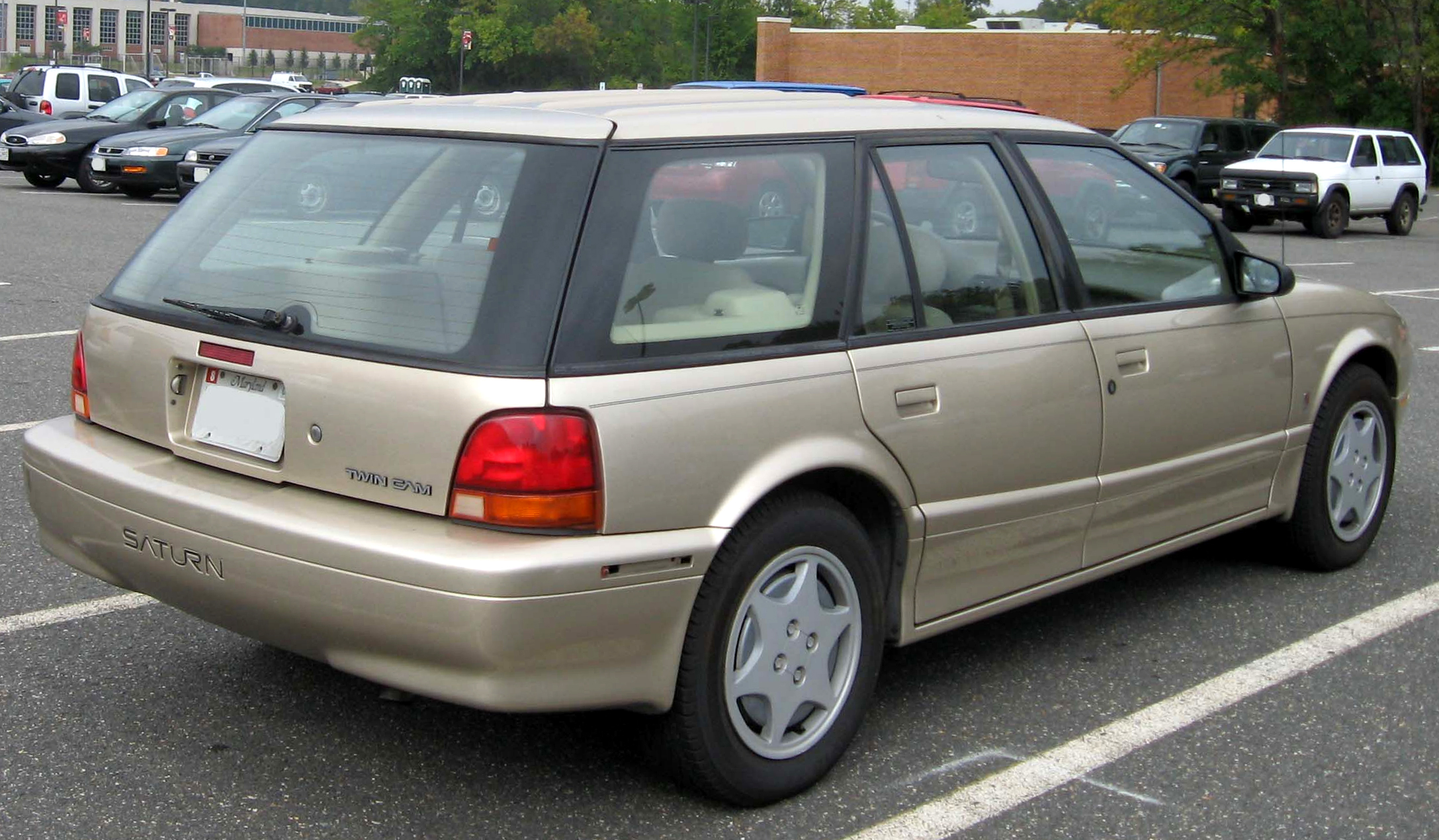
Una Saturn S-Series SW2 familiare prima serie

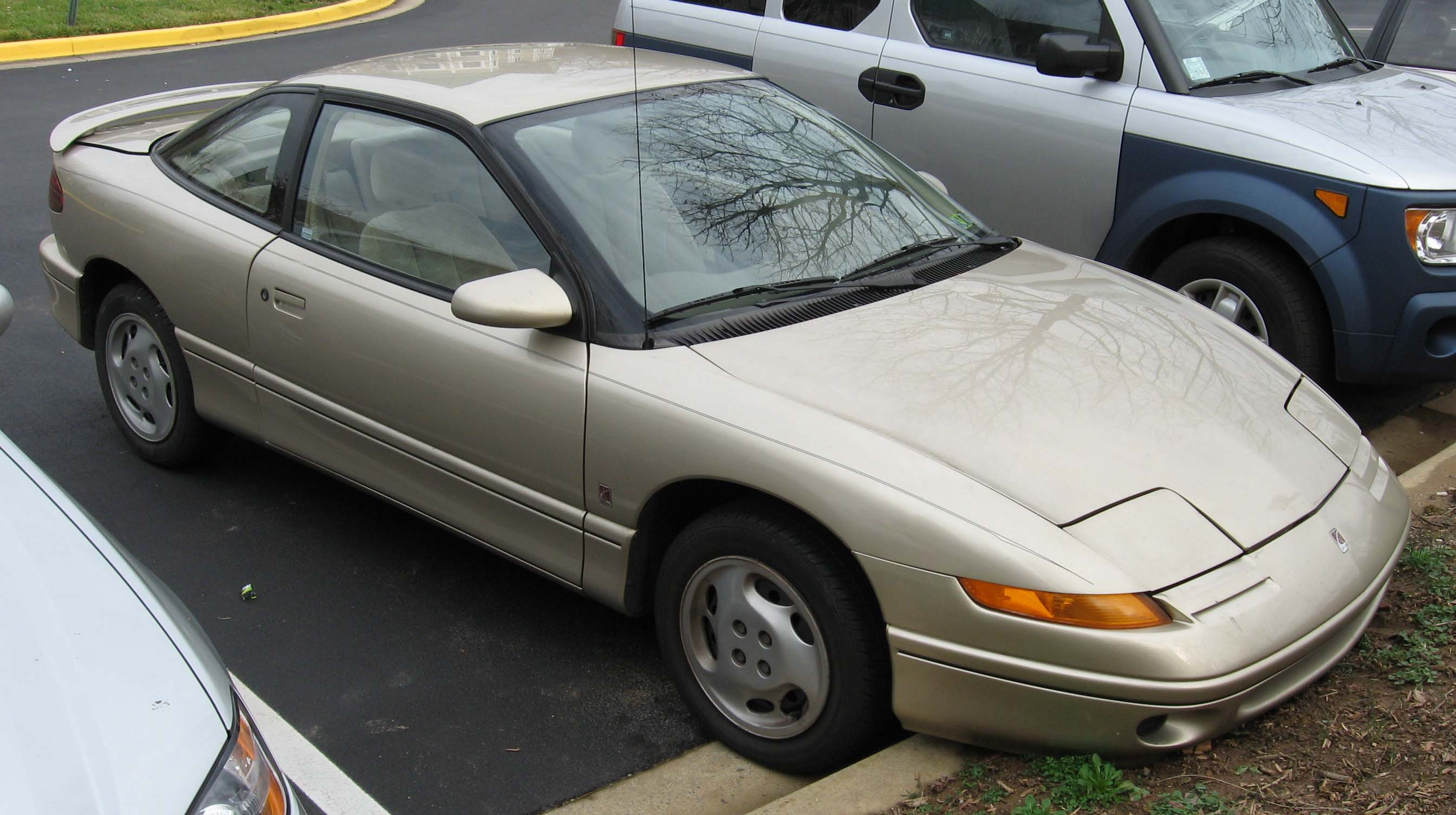
Una Saturn SC2 coupé prodotta tra il 1995 e il 1996

Le prime due versioni lanciate nel 1991 sono state la berlina (denominata "SL") e la coupé ("SC"). Questi due tipi di carrozzeria furono in produzione fino 1995 quando sono state sostituite, l'anno dopo, dalla generazione successiva. Il primo esemplare di S-Series uscì dalla catena di montaggio il 30 luglio 1990: questo modello era di colore marrone e con interni scuri.
In origine sono stati offerti due soli allestimenti, l'SL1, che comprende un motore monoalbero a quattro cilindri in linea da 1,9 L di cilindrata che erogava 85 CV di potenza, e l'SL2, a cui è associato un motore bialbero a quattro cilindri in linea da 1,9 L e 124 CV. Nel 1993 sono stati introdotti i due allestimenti della versione familiare, l'SW1 e l'SW2, che sono meccanicamente identici alle due versioni SL1 e SL2. La versione coupé è stata invece offerta inizialmente in un solo allestimento, l'SC, che comprende il già citato motore bialbero da 124 CV. Nel 1993 l'offerta per la coupé si è ampliata a due allestimenti, l'SC1 e l'SC2, con il primo che ha ereditato la meccanica degli allestimenti SL1 e SW1, mentre il secondo il motore da 124 CV già montato sulle versioni SL2 e SW2.
Tutti i modelli hanno in dotazione un cambio manuale a cinque rapporti oppure una trasmissione automatica a quattro marce. Le trasmissioni montate sugli allestimenti SL1 e SW1 sono state progettate considerando l'economia di carburante, mentre quelle degli allestimenti SL2 e SW2 sono state concepite con un occhio di riguardo alle prestazioni.
Nel 1995 tutti i modelli sono stati aggiornati, con l'introduzione del doppio airbag e di un nuovo cruscotto. Nell'occasione al motore degli allestimenti SL1/SW1/SC1 è stata aumentata la potenza a 100 CV, mentre la SC2 è stata soggetto di un facelift sia esterno che interno.
La S-Series SL del 1995 è stato il modello di autovettura più rubato dai ladri nel 2003. 

## La seconda serie: 1996–1999

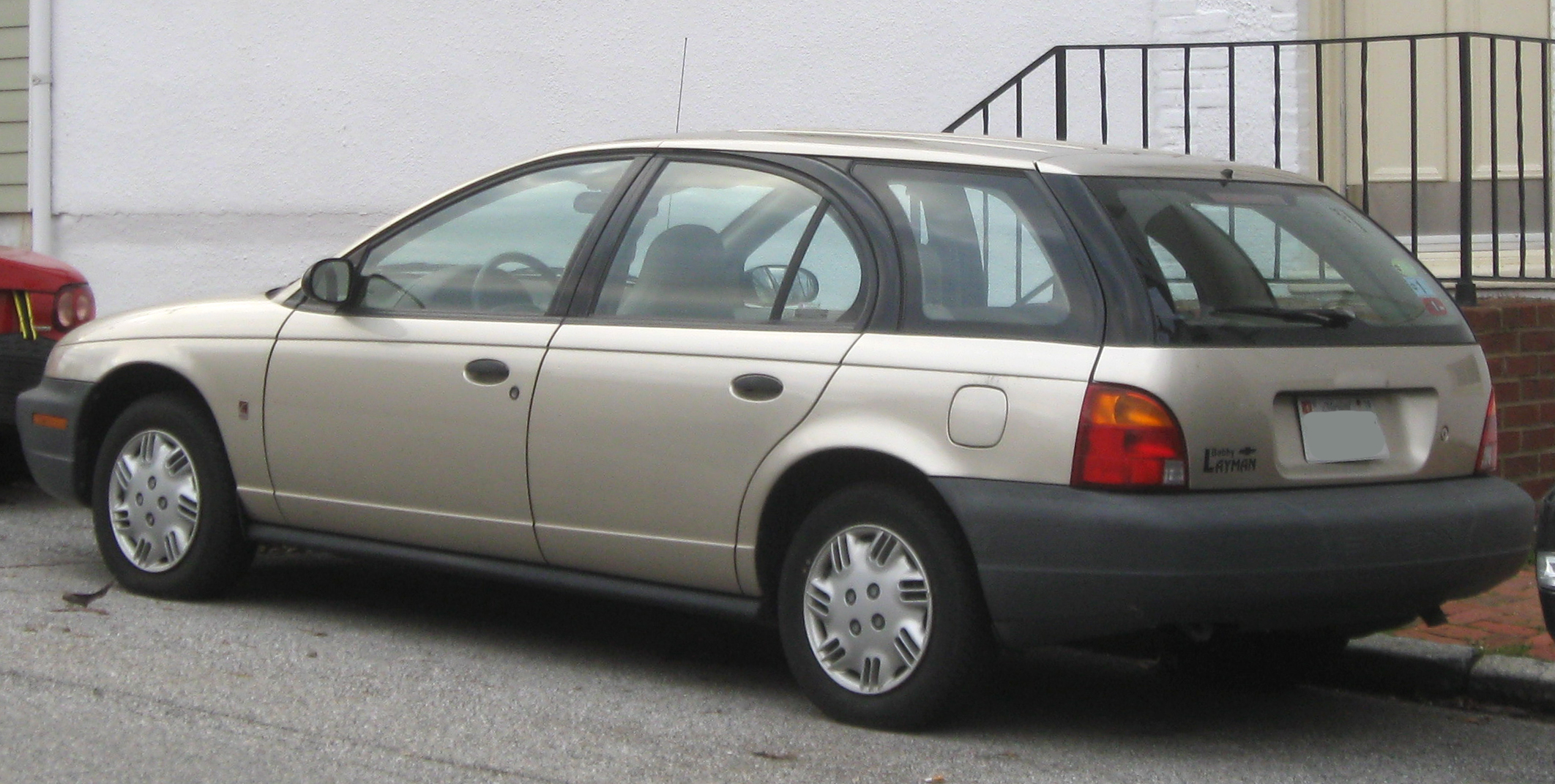
Saturn S-Series SW1 seconda serie

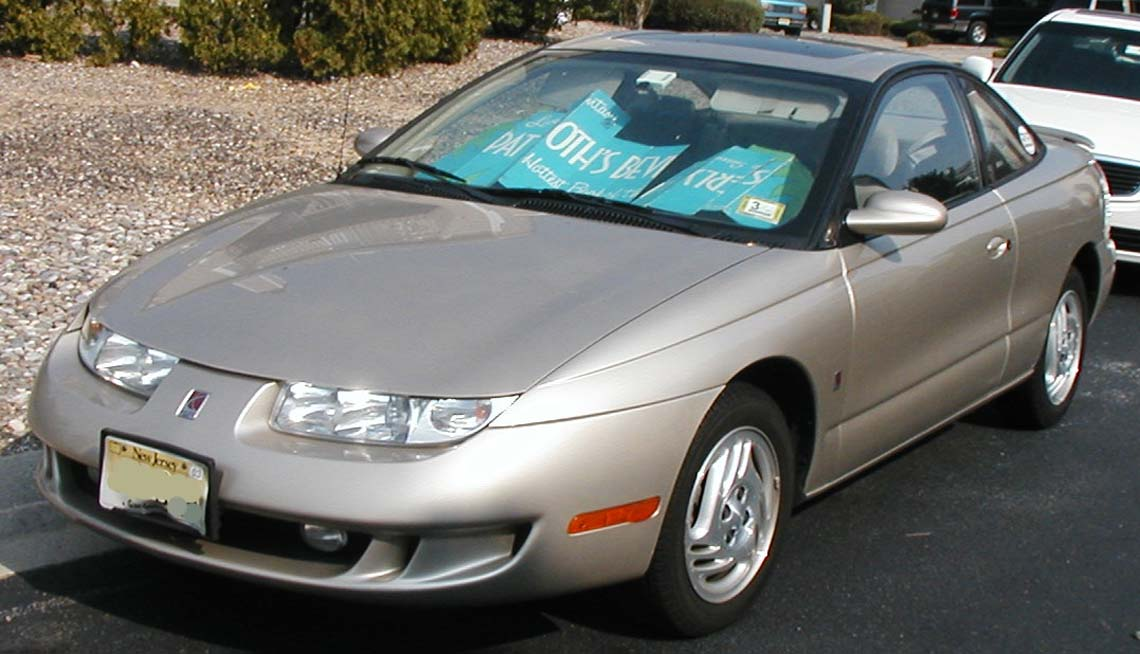
Una Saturn S-Series SC

La seconda serie del modello è stata prodotta dal 1996 al 1999. I cambiamenti sono stati perlopiù esteriori, con le linee del corpo vetture che sono state rese più arrotondate. In occasione di questo restyling, lo spazio interno è stato incrementato. La meccanica, rispetto a quella delle serie precedenti, è cambiata invece molto poco. Sono stati introdotti solamente miglioramenti sui motori: l'iniezione è stata provvista di un nuovo sistema di settaggio, mentre l'accensione è stata rivista con l'installazione di un impianto elettronico di controllo. Anche l'offerta dei cambi è risultata inalterata.
La versione SC1/2 è stata prolungata in modo tale da raggiungere la lunghezza delle versioni berlina e familiare. In questo modo, le tre versioni hanno condiviso lo stesso passo. Anche la coupé ha subito le stesse modifiche delle altre due versioni: linee più rotonde e più spazio interno.  Nel 1999, ultimo anno di produzione di questa generazione di coupé, è stata aggiunta, sulla carrozzeria, una piccola portiera incernierata posteriormente che è stata posizionata dietro il posto del guidatore per facilitare la salita dei passeggeri sui sedili posteriori. Un altro motivo risiede nel fatto di facilitare il posizionamento di piccoli carichi sui sedili posteriori. La presenza di questa terza portiera ha impedito l'installazione della barra antirollio nel retrotreno. La piccola terza portiera, che è relativamente comune sui pick-up, è stata una novità assoluta sulle coupé.
Nel 1998 questa seconda serie del modello è stato oggetto di un facelift. Anche l'equipaggiamento è stato aggiornato con l'installazione di un contachilometri digitale e l'installazione di freni a disco al retrotreno. Nel 1999 sono stati invece aggiornati i motori, con il miglioramento dei consumi di olio. I cambiamenti ai motori hanno coinvolto anche la meccanica, con la revisione dei pistoni, delle bielle e della testata. Grazie a queste modifiche, il consumo di carburante, rispetto a quello dei motori precedenti, si è ridotto. Per la California, dove vigono norme contro l'inquinamento molto più severe, è stato introdotto un nuovo collettore di scarico. Nel 2000, sulla coupé, è stato invece introdotto un condotto di aspirazione in materiale plastico.

## La terza serie: 2000–2002

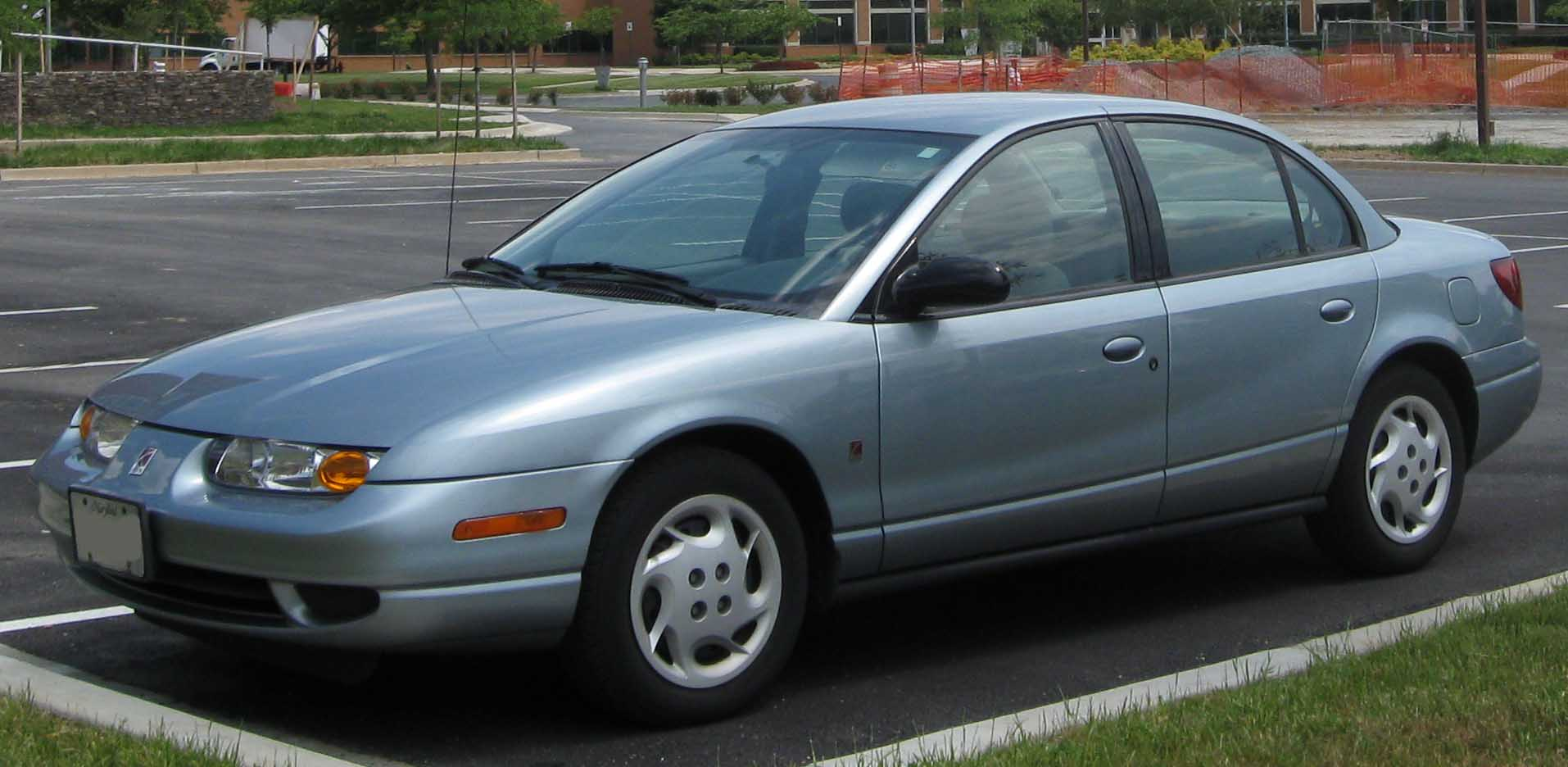
Una Saturn S-Series berlina prodotta dal 2000 al 2002

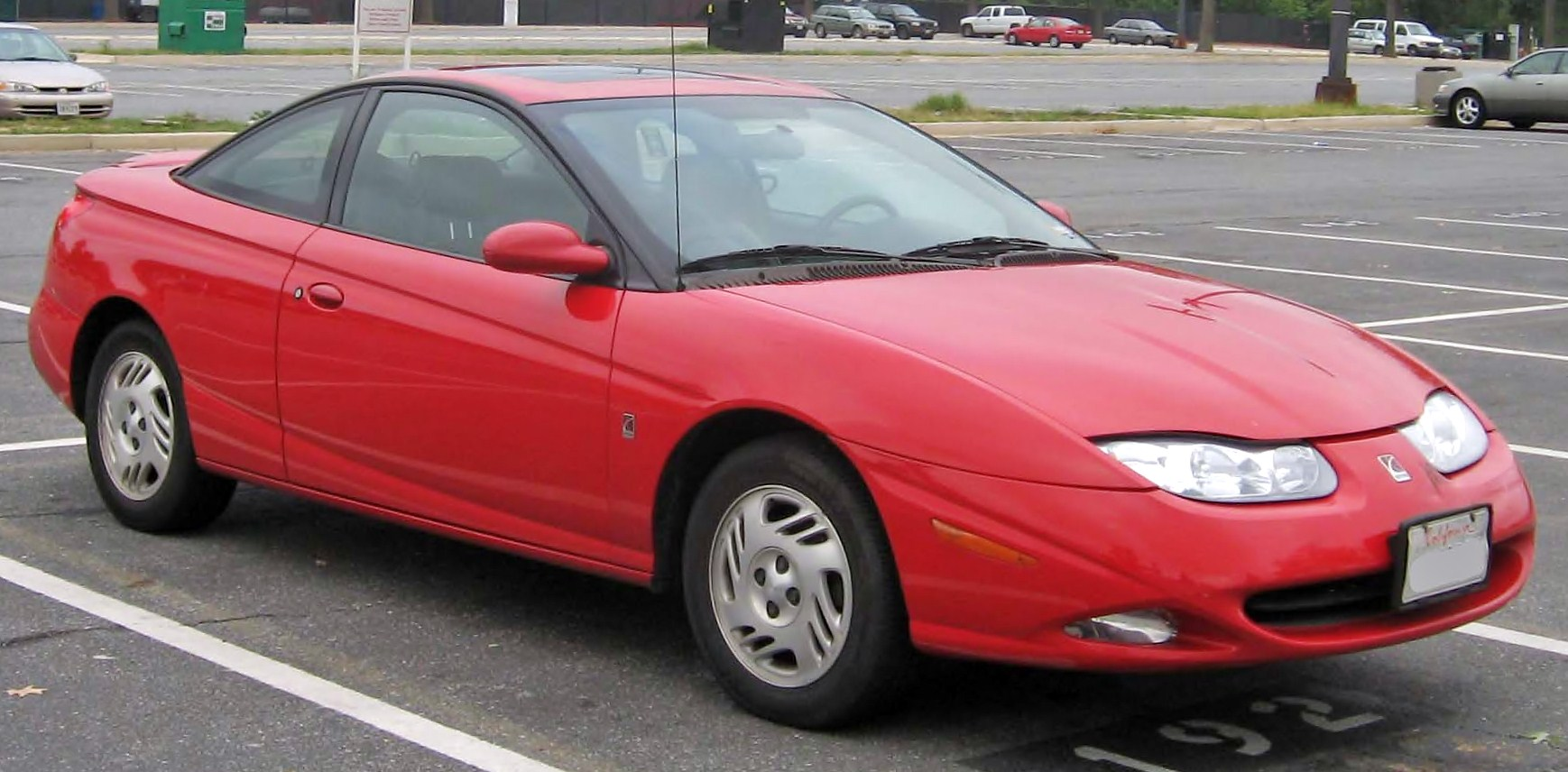
Una Saturn S-Series coupé prodotta dal 2000 al 2001

Nel 2000 è stata introdotta la terza e ultima serie del modello. Questo secondo e ultimo restyling ha coinvolto sia la linea che gli interni. Sono state aggiornate anche la meccanica e l'elettronica. Gli interni sono stati completamente ridisegnati, in modo particolare il cruscotto. Il contachilometri è elettronico e non più meccanico. I sedili degli allestimenti superiori SL2, SC2 e SW2 sono stati completamente ridisegnati e resi più morbidi e comodi con l'utilizzo di una quantità di imbottitura superiore. I sedili degli allestimenti SL1, SC1 e SW1 sono rimasti invece immutati rispetto a quelli della generazione precedente. La versione che ha subito meno cambiamenti è stata la coupé.
Per questa terza serie il collettore d'aspirazione in alluminio è stato sostituito da un analogo dispositivo in plastica su tutte le versioni. Questa novità è stata introdotta sulla versione coupé verso la fine della produzione della seconda serie. L'elettronica è stata implementata notevolmente, con l'introduzione di un sistema che controlla i parametri fondamentali (es. le temperature del motore, dell'olio, ecc.) e di un impianto elettronico che supervisiona la trazione controllando il motore e la trasmissione.
Sulla coupé è stato disponibile un allestimento sportivo chiamato Saturn Expression Series che comprende collettori di aspirazione e scarico, cerchioni in lega da 15 pollici, minigonne laterali, spoiler posteriore e sospensioni sportive. 

## Le versioni speciali

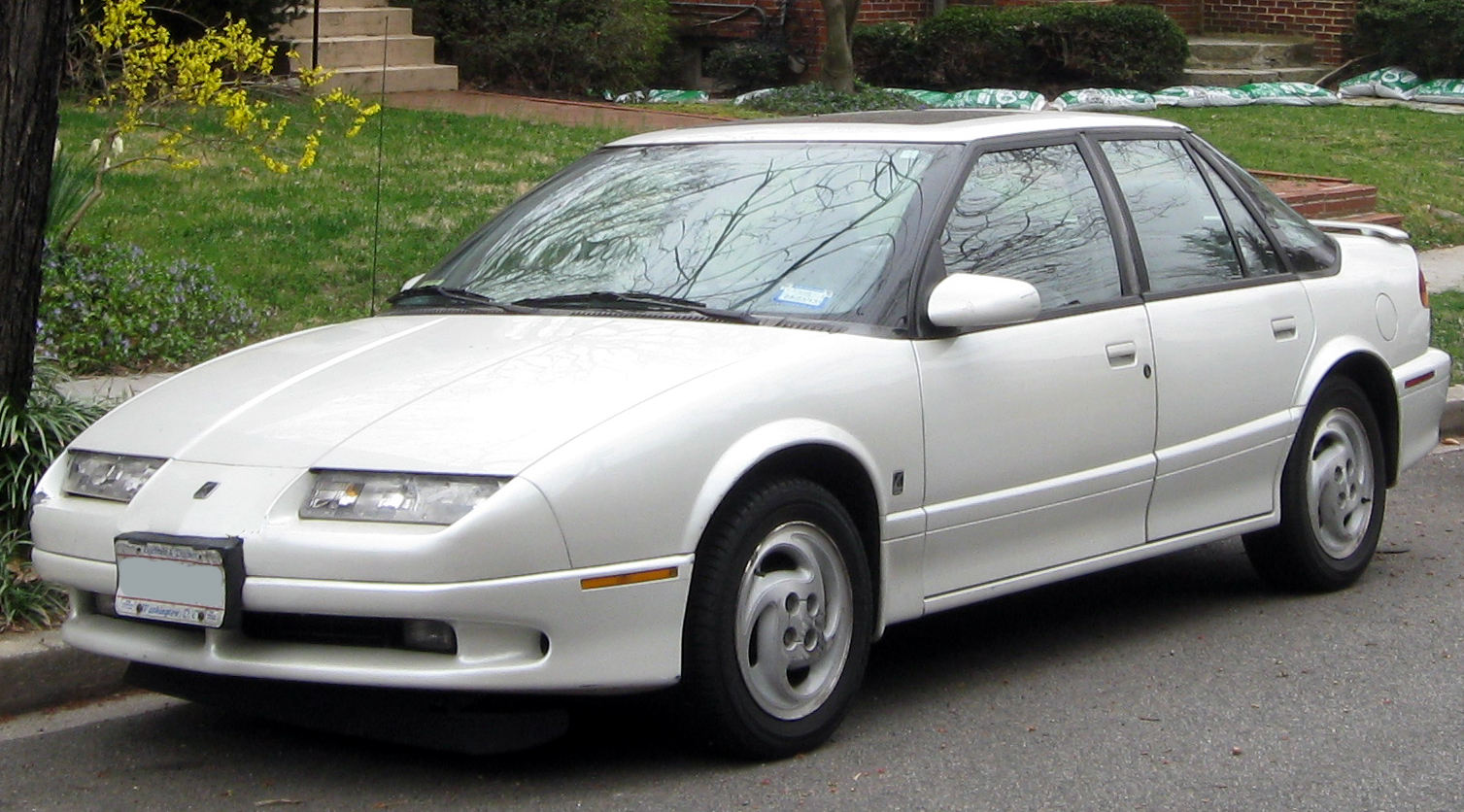
Una Saturn S-Series SL2 Homecoming Edition del 1994

Nel 1994 è stata lanciata sui mercati una versione special della SL2, la "Homecoming Edition". Essa è caratterizzata da una colorazione grigio perla (che condivide con alcuni modelli Cadillac dello stesso anno), emblemi Saturn neri, spoiler posteriore, cerchioni da 15 pollici, ABS, interni grigi in pelle, poggiatesta posteriori, fendinebbia, chiusura centralizzata e alzacristalli elettrici. Tra gli optional erano disponibili il tettuccio in vetro, il lettore CD, il controllo di trazione e il cambio automatico a quattro rapporti.
Dal 1998 al 1999 è stato disponibile a 225 dollari, per le SC2 rosse o bianche, l'opzione "Black Top Coupe Package". Le due versioni dotate di questo pacchetto sono denominate "Red Hot Coupe" o "White Hot Coupe" in base al colore della carrozzeria. Il pacchetto comprende il tettuccio nero, gli specchietti retrovisori neri, gli emblemi della Saturn neri. Questi modelli sono estremamente rari.
Nel 1999 è stata prodotta una seconda versione "Homecoming Edition". Di colore verde menta, possiede interni in pelle marroni rossicci e emblemi Saturn neri. Questa versione è dotata dell'equipaggiamento offerto sulla "Homecoming Edition" del 1994.
Nel 2001 è stata realizzata una versione speciale della SC2. Ufficialmente denominata "Limited Edition", è stata in seguito soprannominata dai media e dal pubblico "Bumblebee Edition". Ne sono stati assemblati solo 99 esemplari, ognuno dei quali è provvisto di un certificato di autenticità. È equipaggiata con poggiatesta ricamati, interni in pelle nera con inserti gialli sui sedili e sui pannelli delle portiere e specchietti retrovisori e tettuccio neri.
Nel 2001 è stata prodotta una versione speciale della SL, che è stata chiamata ufficialmente "10th Anniversary Edition", anche se è anche conosciuta popolarmente come "Silver Anniversary Edition"). Tutti i modelli sono di color argento. Questa versione ha commemorato i 10 anni di produzione della SL. Gli interni sono in pelle nera perforata con cuciture color argento, poggiatesta ricamati, emblemi Saturn neri, spoiler posteriore e cerchioni da 15 pollici. Come optional erano offerti l'ABS, gli airbag laterali e il tettuccio in vetro.  Nello stesso anno è stata anche lanciata un'altra versione speciale della berlina, a cui è stato dato il nome di "Bright Red"; ne sono stati prodotti 664 esemplari.
| Homecoming Edition (1994)       | ~3.500 |
| White Hot Coupe (1998)          | 213    |
| Red Hot Coupe (1998)            | 657    |
| White Hot Coupe (1999)          | 285    |
| Red Hot Coupe (1999)            | 284    |
| Homecoming Edition (1999)       | 4.000  |
| Limited Edition SC2 (2001)      | 99     |
| 10th Anniversary Edition (2001) | 1.000  |
| Bright Red (2001)               | 664    |

## La S-Series con guida a destra
Oltre alle già menzionate versioni speciali, la Saturn ha prodotto dal 1999 al 2001 un altro modello dalle caratteristiche particolari, la SWP, ovvero una versione familiare speciale con guida a destra, destinata ad essere utilizzata nelle zone rurali dalle poste.
La S-Series è stata anche esportata in Giappone. I pochi esemplari spediti nel Paese del Sol Levante sono a guida a destra e sono stati commercializzati dal 1997 al 2000. Oltre alla guida a destra, questi modelli hanno il disegno dei fanali leggermente diverso da quello delle S-Series vendute in Nord America.
Questi modelli ebbero parecchie difficoltà ad essere venduti in Giappone a causa dell'agguerrita concorrenza delle altre case automobilistiche nipponiche. Le vetture di queste ultime erano infatti più competitive grazie ai prezzi più bassi. Inoltre, gli interni delle S-Serie hanno ricevuto delle critiche. Nel 1997, primo anno di commercializzazione, ne sono stati venduti solo 602 esemplari.
Un altro problema risiedeva nel fatto che i concessionari delle case costruttrici giapponesi avessero un migliore servizio clienti. Ciò significa che uno dei punti di forza della Saturn negli Stati Uniti non valeva in Giappone. Inoltre, la Saturn, nel Paese del Sol Levante, è stata introdotta nel mezzo della bolla speculativa giapponese, durante la quale il mercato automobilistico nipponico era in grosse difficoltà economiche. In particolare, i giapponesi, avevano una limitata capacità di spesa e quindi hanno virato verso modelli più economici a scapito delle vetture importate, che costavano di più.

## Le competizioni
La S-Series versione SC, negli anni novanta, ha preso parte al campionato SCCA World Challenge, dove ha vinto diverse gare dal 1995 al 1997. Il modello ha partecipato anche a gare di rally.

## Sicurezza
| Anno | Impatto frontale lato guida | Impatto frontale lato passeggero | Impatto laterale lato guida | Impatto laterale lato passeggero | Ribaltamento |
| ---- | --------------------------- | -------------------------------- | --------------------------- | -------------------------------- | ------------ |
| 1991 |                             |                                  | Non testato                 | Non testato                      | Non testato  |
| 1992 |                             |                                  | Non testato                 | Non testato                      | Non testato  |
| 1993 |                             |                                  | Non testato                 | Non testato                      | Non testato  |
| 1994 |                             |                                  | Non testato                 | Non testato                      | Non testato  |
| 1995 |                             |                                  | Non testato                 | Non testato                      | Non testato  |
| 1996 |                             |                                  | Non testato                 | Non testato                      | Non testato  |
| 1997 |                             |                                  |                             |                                  | Non testato  |
| 1998 |                             |                                  |                             |                                  | Non testato  |
| 1999 |                             |                                  |                             |                                  | Non testato  |
| 2000 |                             |                                  |                             |                                  | Non testato  |
| 2001 |                             |                                  |                             |                                  |              |
| 2002 |                             |                                  |                             |                                  |              |

## Esemplari prodotti
Il numero degli esemplari prodotti dal 1991 al 2002 di S-Serie è stato:
| Anno | Coupe   | Coupe  | Coupe  | Coupe   | Berlina | Berlina | Berlina | Berlina | Familiare | Familiare | Familiare | Totale  |
|      | SC      | SC1    | SC2    | Totale  | SL      | SL1     | SL2     | Totale  | SW1       | SW2       | Totale    |         |
| ---- | ------- | ------ | ------ | ------- | ------- | ------- | ------- | ------- | --------- | --------- | --------- | ------- |
| 1991 | ~10.000 | -      | -      | ~10.000 |         |         |         | ~38.629 | -         | -         | -         | ~48.629 |
| 1992 |         | -      | -      |         |         |         |         |         | -         | -         | -         | 169.959 |
| 1993 | -       |        |        |         |         |         |         |         |           |           |           | 244.621 |
| 1994 | -       |        |        |         |         |         |         |         |           |           |           | 267.518 |
| 1995 | -       |        |        | 62.434  |         |         |         | 221.102 |           |           | 19.452    | 302.988 |
| 1996 | -       |        |        |         |         |         |         |         |           |           |           | 294.198 |
| 1997 | -       |        |        | 70.711  |         |         |         | 213.182 |           |           | 31.099    | 314.992 |
| 1998 | -       |        |        | 38.591  |         |         |         | 160.759 |           |           | 20.415    | 219.765 |
| 1999 | -       |        |        | 52.965  |         |         |         | 203.578 |           |           | 19.090    | 275.633 |
| 2000 | -       | 8.517  | 8.724  | 17.241  |         |         | 68.907  | 142.992 |           |           | 9.633     | 169.866 |
| 2001 | -       | 23.584 | 17.414 | 40.998  |         |         |         | 73.428  |           |           | 3.416     | 117.842 |
| 2002 | -       |        |        |         |         |         |         |         | -         | -         | -         |         |